# Club Disco
Club Disco — пятый студийный альбом австралийской певицы Данни Миноуг, выпущен 5 Ноября 2007 года лейблом All Around The World в Великобритании и 27 Мая 2008 года в Австралии лейблом Central Station, где он был выпущен двухдисковым изданием. На момент выпуска альбом содержал в себе уже состоявшиеся успешные синглы «You Won’t Forget About Me», «Perfection», «So Under Pressure», «I Can't Sleep At Night» и «He’s the Greatest Dancer». Лишь сингл «Touch Me Like That» был выпущен уже после релиза альбома.

## Об альбоме
Club Disco преисполнен энергией 80-х, и все синглы с него заняли верхнюю строчку UK Upfront Club Chart. Альбом снискал неплохую популярность в Великобритании, однако из-за того что там он был выпущен в формате digital, цифры его продаж отсутствуют. В Австралии диск также не попал в чарты из-за того что менеджмент певицы не счел это необходимым.
Песни не являющимися синглами в основном были записаны младшей Миноуг в течение 2005—2006 гг., когда у неё зрел план выпуска студийного альбома под рабочим названием «Heavy Disco». Однако в 2006 г. было решено сначала выпустить сборник хитов «The Hits & Beyond», и таким образом выпуск полноценного альбома был отложен на год. В итоге лишь сменилось название пластинки на «Club Disco».

## Список композиций
1. «Touch Me Like That» with Jason Nevins (Only included on 'Australian Physical Edition')*
2. «Feel Like I Do» (JCA Remix)
3. «Perfection» with Soul Seekerz (12" Mix)
4. «You Won't Forget About Me» with Flower Power
5. «Love Fight»
6. «I’m Sorry»
7. «Gone»
8. «So Under Pressure»
9. «Good Times» (Forty Four’s 7" Mix)
10. «Sunrise»
11. «He’s The Greatest Dancer» (LMC Radio Edit)
12. «I Can’t Sleep At Night»
13. «I Will Come To You»
14. «I’ve Been Waiting For You»
15. «Round The World»
16. «Do You Believe Me Now?» with Roger Sanchez (Only included on 'UK Digital Edition') *
17. «Xanadu»
18. «You Won’t Forget About Me» (Afterlife Lounge Mix Edit)
19. «I Can’t Sleep At Night» (Afterlife Lounge Mix)

* «Do You Believe Me Now?» не было включено в трек-лист австралийского издания.

### Australian Bonus Remix Disc
1. «Touch Me Like That» with Jason Nevins (Stonebridge Club Mix)
2. «He’s The Greatest Dancer» (Shapeshifters Remix)
3. «Perfection» with Soul Seekerz (Seamus Haji & Paul Emmanuel Remix)
4. «So Under Pressure» (Soul Seekerz Extended)
5. «You Won’t Forget About Me» with Flower Power (Discode Club Mix)
6. «I Can't Sleep At Night» (Kenny Hayes Sunshine Funk Mix)
7. «Touch Me Like That» with Jason Nevins (Space Cowboy Remix)
8. «He’s the Greatest Dancer» (Riffs & Rays Remix)
9. «Perfection» with Soul Seekerz (Koishii & Hush Remix)
10. «So Under Pressure» (Steve Pitron Remix)

### Australian iTunes Bonus Track
1. «Do You Believe Me Now?» feat. Roger Sanchez